# بروكس براون
بروكس براون (بالإنجليزية: Brooks Brown)‏ هو لاعب كرة قاعدة أمريكي، ولد في 20 يونيو 1985 في ستايتسبورو في الولايات المتحدة.

## وصلات خارجية
- بروكس براون على موقع دوري كرة القاعدة الرئيسي (الإنجليزية)
- بروكس براون على موقعبيزبول رفرنس.كوم (الدوري الرئيسي) (الإنجليزية)
- بروكس براون على موقعبيزبول رفرنس.كوم (الدوري الثانوي) (الإنجليزية)
- بروكس براون على موقع إي إس بي إن.كوم (أم.أل.بي) (الإنجليزية)
- بروكس براون على موقع مشجعي الرسوم البيانية (الإنجليزية)